# Herbert Wehner

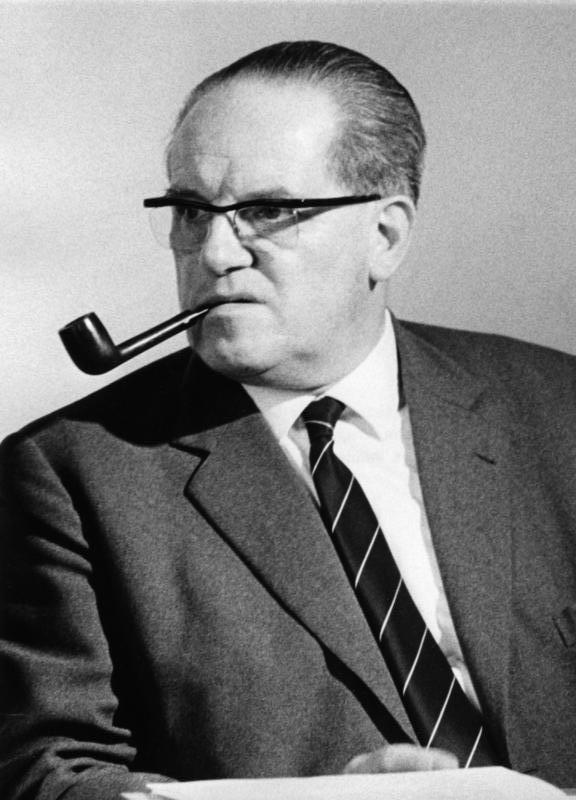
Herbert Wehner.

Herbert Richard Wehner, född 11 juli 1906 i Dresden, död 19 januari 1990 i Bonn, var en tysk politiker (Tysklands socialdemokratiska parti).

## Biografi
Föräldrar var skomakaren Robert Richard Wehner (1881–1937) och sömmerskan Alma Antonie (född Diener, 1881–1945) i Dresden. I ungdomen var Wehner aktiv syndikalist. År 1924 började han gå i lära för att bli köpman, men avskedades på grund av sin politiskt radikala verksamhet 1926, varefter han började arbeta som journalist och med facklig verksamhet. 
Wehner blev 1927 medlem i Tysklands kommunistiska parti och var ledamot av lantdagen i Sachsen, men flyttade 1931 till Berlin och arbetade under Walter Ulbricht. Under exilen i Moskva 1935-1941 blev han medlem av partiets centralkommitté och han skickades 1941 till Sverige för att bygga upp motståndsrörelsen i Tyskland. Han greps dock 1942 och dömdes till ett års straffarbete för olovlig underrättelseverksamhet. Wehner avtjänade straffet bland annat i Falun, Vänersborg och på Långholmen. Han blev vid den här tiden utesluten ur partiet. Efter avtjänat straff flyttades han i september 1943 till interneringsläger i Smedsbo, öster om Avesta, då ett utvisningsbeslut inte kunde genomföras på grund av kriget. 
”Under lägervistelsen är Wehner till en början den ende kände kommunisten bland de dåvarande trettio Smedsbointernerna. Övriga kommunister, som tidigare varit internerade, har fått lämna lägret en kort tid innan hans ankomst. Wehner mår inte särskilt bra efter den långa fängelsevistelsen, och vid läkarundersökningen, som gjordes vid inskrivningen, klagar han över reumatiska besvär samt kraftlöshet och nedstämdhet. Men han återhämtar sig efter en tid i lägret. I slutet av oktober anländer några av Wehners bekanta från KDP-gruppen i Köpenhamn till Smedsbo, och då är han inte längre ensam ”kommunistintern”. Wehner arbetar, precis som de andra internerna, i Smedsbos kuvertverkstad, och som en ”intellektuell utlänning” får han av internerna uppdraget att vara förtroendeman. Det finns också möjlighet att läsa böcker och tidningar, och vänner skickar frukt, bröd och konserver till lägret. Men Wehner upplever ändå lägerlivet som ett ”helvete”. I februari 1944 skriver han följande: ”Lägret är fullt av utlänningar, men det är inte enbart politiska flyktingar” och konstaterar vidare att ”Vi kan inte göra annat än att härda ut”.” (Citat ur Susanne Grahn, Smedsbo Interneringsläger.)
Efter frigivningen sommaren 1944 blev han textilarbetare i Borås. Han kom även att arbeta som arkivarbetare på rasbiologiska institutet i Uppsala innan han återvände till Tyskland 1946. Wehner bibehöll hela livet kontakten med Sverige, bland annat genom sitt sommarhus i Spjuterum på Öland.
År 1946 flyttade Wehner till Hamburg och blev medlem av Tysklands socialdemokratiska parti, där han kom att tillhöra partitoppen. Han stod partiledaren Kurt Schumacher nära och medverkade vid utformandet av Bad Godesbergprogrammet,  där den tyska socialdemokratin gick mot den politiska mitten. Åren 1966-1969 var han minister för gemensamma tyska frågor och därefter ordförande för SPD:s förbundsdagsgrupp. Han tillhörde tillsammans med Willy Brandt och Helmut Schmidt SPD:s partiledning, men lämnade sin post 1983, sedan SPD förlorat regeringsmakten 1982. 